# Trường Trung học Tư thục Chính Tâm
Trường Trung học Tư thục Chính Tâm là một trường tư thục cũ ở Phan Thiết, Bình Thuận. Trường này là một trường của Giáo hội Công giáo, do linh mục Nguyễn Viết Khai sáng lập, khai giảng niên khóa đầu tiên 1956-1957 với hai lớp đệ thất.
Ban đầu, nó có tên là Trường Trung học tư thục Ngô Đình Khôi, với cơ sở chỉ là một ngôi trường nhỏ, nằm trên đường Huyền Trân công chúa (nay là đường Võ Thị Sáu), sát chợ Thiếc, Bình Hưng, Phan Thiết. Từ niên khóa 1961-1962, trường dời về khu vực mới rất khang trang, có 2 tầng lầu và cư xá cho học sinh nội trú ở phía sau (ngày nay là ngã ba đường Trần Hưng Đạo - Võ Thị Sáu).
Sau đảo chính năm 1963, trường đổi tên thành Trường Trung học Tư thục Chính Tâm. Tuy thuộc Công giáo nhưng trường Chính Tâm vẫn nhận học sinh không theo Công giáo.
Sau năm 1975, cơ sở trường tư thục Chính Tâm được quốc hữu hóa thành Trường Trung học phổ thông chuyên Trần Hưng Đạo. Từ năm 2010, cơ sở trường Chính Tâm lại trở thành Trường Trung học phổ thông Phan Thiết.